# Aleksej Andreevič Arakčeev
Aleksej Andreevič Arakčeev (in russo Алексей Андреевич Аракчеев?; Velikij Novgorod, 4 ottobre 1769 – Gruzino, 3 maggio 1834) è stato un generale, politico e nobile russo.
Governatore di Pietroburgo sotto lo zar Paolo I di Russia, nel 1808 divenne ministro della guerra sotto il nuovo zar Alessandro I di Russia. Lasciato l'incarico nel 1810, acquisì notevole potere durante la Restaurazione, ma lasciò la politica nel 1826. Divenne tristemente noto per l'inflessibilità e la durezza dei suoi modi, al punto che in russo venne coniato il termine Arakčeevshchina come sinonimo per indicare un regime militare.

## Biografia

### I primi anni

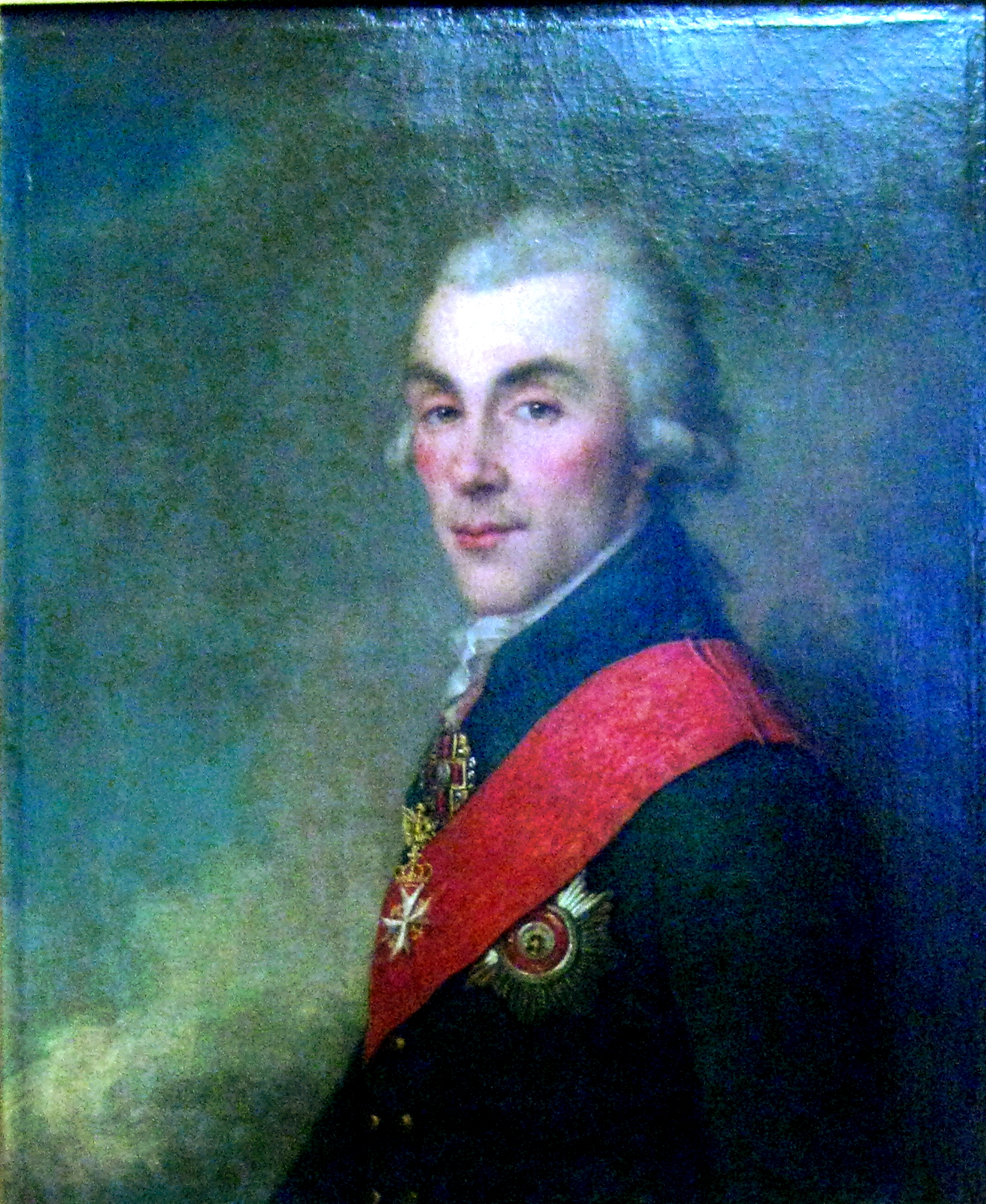
Arakčeev in un ritratto di Giovanni Battista Lampi del 1790

Il conte Arakcheyev nacque nella tenuta di suo padre presso Garusovo, nell'Vyshnevolotsky Uyezd (all'epoca parte del governatorato di Novgorod). Venne educato negli studi di aritmetica da un sacerdote locale, apprendendo la materia ancor prima della scrittura e della grammatica. Nel 1783, con l'aiuto del generale Pëtr Ivanovič Melissino, Arakčeev si arruolò nella scuola di artiglieria Shlyakhetny di San Pietroburgo. Dal 1787 divenne ufficiale col grado di tenente istruttore, giungendo ad insegnare i fondamenti di artiglieria e fortificazioni ai figli del principe Nikolaj Ivanovič Saltykov. Nel 1791 divenne vicepreside della scuola.
Nel 1792 Saltykov lo raccomandò allo zarevic Pavel Petrovič, figlio di Caterina la Grande, che era alla ricerca di un ufficiale d'artiglieria. Arakčeev divenne comandante dell'artiglieria della reggia di Gatchina.

### Il regno di Paolo I

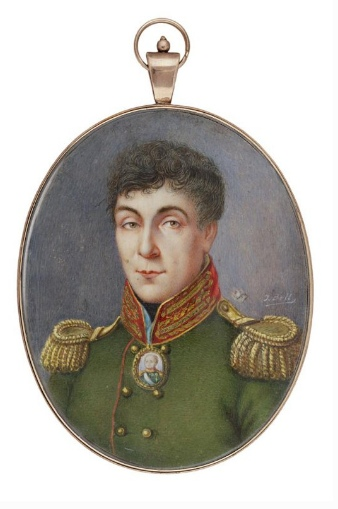
Arakčeev in una miniatura d'inizio Ottocento

Arakčeev divenne noto per i suoi modi rudi ma zelanti e dal 1794 divenne ispettore dell'artiglieria della reggia e due anni dopo divenne anche ispettor di fanteria.
Caterina morì nel 1796 ed Arakčeev presenziò all'incoronazione di Paolo I, rimanendo sempre fedele e legato anche al nuovo sovrano. Il 7 novembre 1796, Arakčeev venne promosso al grado di maggiore generale e nominato comandante della guarnigione di San Pietroburgo. Nell'aprile del 1797, venne promosso quartiermastro generale, ricevendo anche il titolo di barone dallo zar.
L'anno successivo, dopo il suicidio del colonnello Lehn, si ritirò temporaneamente dal servizio attivo col grado di tenente generale. Nel 1799 venne reintegrato come ispettore generale dell'artiglieria e quartiermastro e gli venne conferito il titolo di conte. Caduto nuovamente in disgrazia nel 1800 decise di ritirarsi. Il suo nome era divenuto il simbolo del dispotismo al punto da divenire noto in Russia col nome di Arakčeevshchina ('Arakčeevismo').

### Il regno di Alessandro I

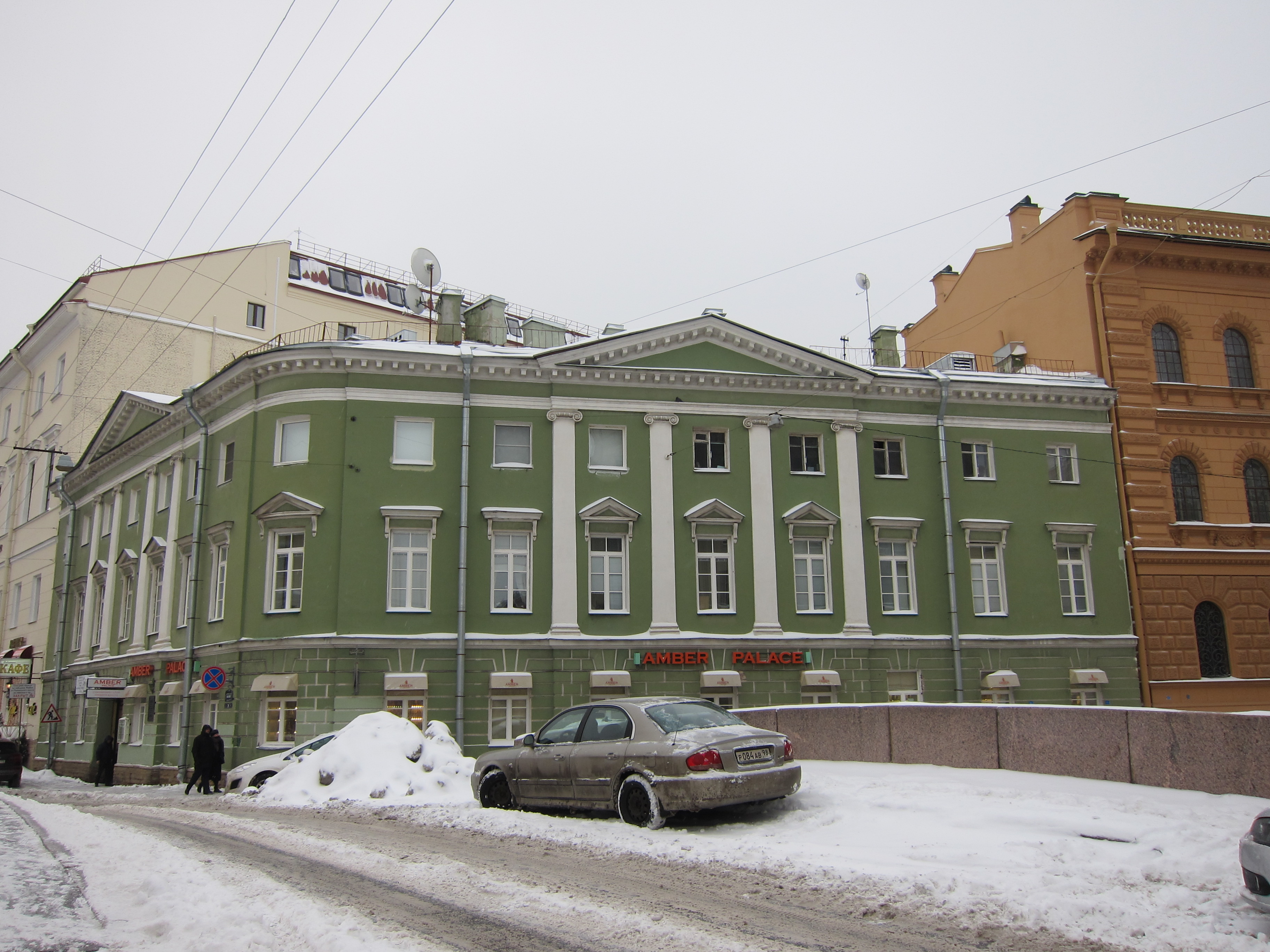
Il palazzo di Arakčeev a San Pietroburgo, fatto realizzare dal generale durante il regno di Alessandro I dall'architetto russo Fedor Ivanovič Demertsov

Nel maggio del 1803, il nuovo zar Alessandro I di Russia lo reintegrò nella sua posizione di ispettore dell'artiglieria. Durante i primi anni del suo rientro in servizio, Arakčeev (assieme ai generali Ivan Grigorievič Gogel, Aleksandr Ivanovič Kutajsov e Christoph Leontievič Euler) si dedicò alla riorganizzazione delle unità di artiglieria, al miglioramento degli allenamenti ed all'emissione di nuovi regolamenti.
Dopo la lezione appresa nella battaglia di Austerlitz, dove l'artiglieria russa mostrò tutte le sue debolezze, Arakčeev decise di adottare il "Sistema 1805". Sulla base di questo nuovo sistema, accanto ai licorne da 2, 6 e 18 libbre vennero impiegati anche cannoni più moderni da 6 e da 12 libbre. Sulla base del nuovo sistema, una singola divisione russa avrebbe disposto di più artiglieria di un intero corpo d'armata francese dell'epoca. Un battaglione di artiglieria a piedi sarebbe stato composto da due compagnie leggere e da due compagnie pesanti. Ogni compagnia di artiglieria leggera a piedi sarebbe stata composta da quattro licorne da 10 libbre, da quattro cannoni leggeri da 6 libbre e quattro pesanti da 6 libbre; una compagnia di artiglieria pesante avrebbe avuto a disposizione quattro cannoni leggeri da 12 libbre e quattro pesanti da 12 libbre e quattro da 18 libbre e due licorne da 2 libbre. Sei cannoni leggeri da 6 libbre e sei licorne da 10 libbre avrebbero costituito una compagnia di artiglieria a cavallo. Le direttive prevedevano inoltre che le licorne fossero utilizzate per fiancheggiare le batterie di artiglieria vere e proprie contro il nemico. Tutti quesit cannoni vennero dotati di moderni meccanismi di elevazione e di un nuovo apparato di mira.

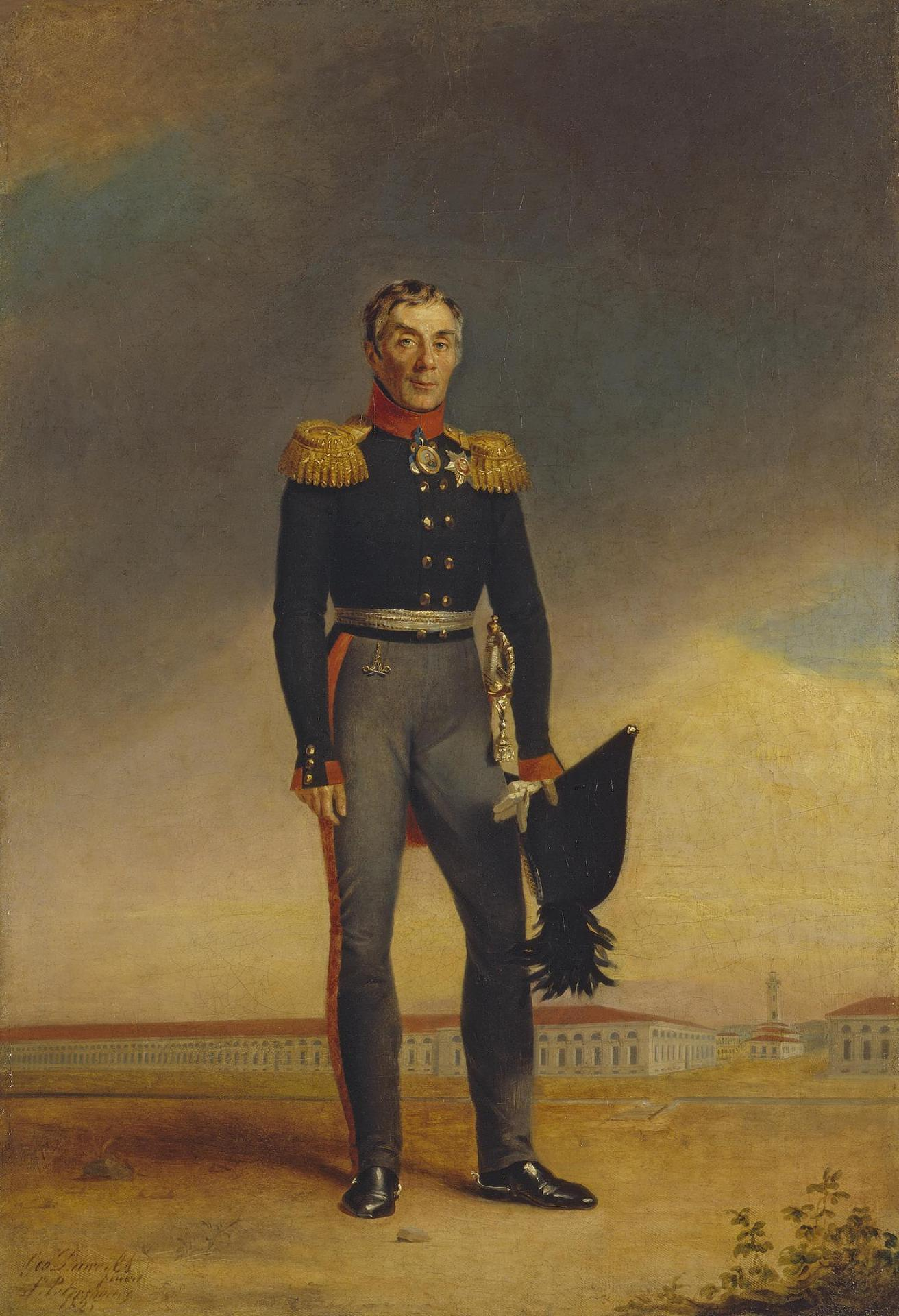
Il conte Aleksej Andreevič Arakčeev in un ritratto di George Dawe.

Promosso nel gennaio del 1808 al ruolo di ministro della guerra e di ispettore generale degli interi corpi di fanteria ed artiglieria, si dedicò al riordino dell'esercito. Nel 1808 iniziò la pubblicazione di un periodico dal titolo "Periodico dell'artiglieria". Nel corso della Guerra di Finlandia del 1808–9, Alessandro I ordinò al suo esercito di invadere la Svezia passando dal Golfo di Botnia, completamente ghiacciato; solo Arakčeev coi suoi uomini ebbe l'ardire di portare a compimento questa missione. Dal 1810, Arakčeev si era dimesso dal suo incarico come ministro della guerra ed era invece passato al Consiglio di Stato come consigliere incaricato di scienze militari.
Nel corso delle guerre napoleoniche, sovrintese il reclutamento e il rifornimento delle truppe. Introdusse diverse riforme militari che risultarono particolarmente utili nel biennio di guerra 1812–1814. Sempre nel 1814 rifiutò il grado di feldmaresciallo offertogli dallo zar.
A partire dal 1816, organizzò degli insediamenti militari-agricoli, un'idea inizialmente suggeritagli da Alessandro I. In un primo momento Arakčeev vi si oppose, ma successivamente le trovò funzionali per quanto da subito si rese conto di come i soldati, già provati dalla dura vita militare, non potessero essere ulteriormente piagati dalla dura vita dell'agricoltore.
La rudezza del carattere militaresco di Arakčeev si estendeva sin nella sua famiglia e nella sua casa. Le serve della gleba contadine al servizio di Arakčeev nella tenuta di Gruzino presso Novgorod dovevano produrre un figlio all'anno per il padrone. Arakčeev giunse persino ad ordinare l'impiccagione di tutti i gatti nella sua tenuta per il suo smisurato amore per gli usignoli.
Dal 1815 alla morte dello zar, Arakčeev continuò a gravitare attorno alla figura dell'imperatore come membro del consiglio di stato e voce influente nell'entourage dello zar. Durante i viaggi all'estero di Alessandro I, Arakčeev era solito seguirlo, dandogli conto di ogni legge varata dal governo. Nel 1823 si trovò all'apice del proprio potere e fu addirittura in grado di complottare la caduta del suo rivale, il ministro dell'educazione principe Aleksandr Nikolaevič Golitsyn, e dare il proprio supporto al sacerdote suo amico archimandrita Fozio che accusava Golitsyn di apostasia. Costrinse inoltre alle dimissioni Pëtr Michajlovič Volkonskij
Nel 1820, l'esploratore e militare russo Fabian Gottlieb von Bellingshausen gli dedicò l'atollo di Fangatau nelle Isole Tuamotu (oggi nella Polinesia francese) da poco scoperte.

### Gli ultimi anni
Dopo la morte dello zar Alessandro I il 1º dicembre 1825 e l'incoronazione di Nicola I come suo successore, Arakčeev perse tutte le proprie posizioni al governo come nell'esercito, oltre a tutta la sua influenza a corte. Questo portò ad un suo esilio dorato nella sua tenuta di Gruzino, presso Novgorod, dove visse sino alla sua morte nel 1834, venendo poi sepolto nella chiesa locale. Dopo la morte di Arakčeev lo zar requisì tutti i beni del generale data l'incapacità di trovare eredi legittimi.

## Vita personale e carattere

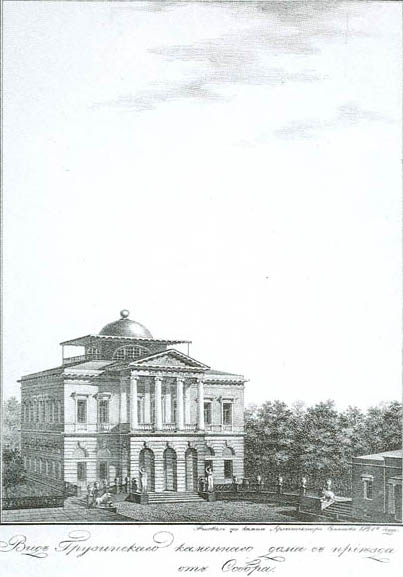
La villa di Arakčeev nella tenuta di Gruzino

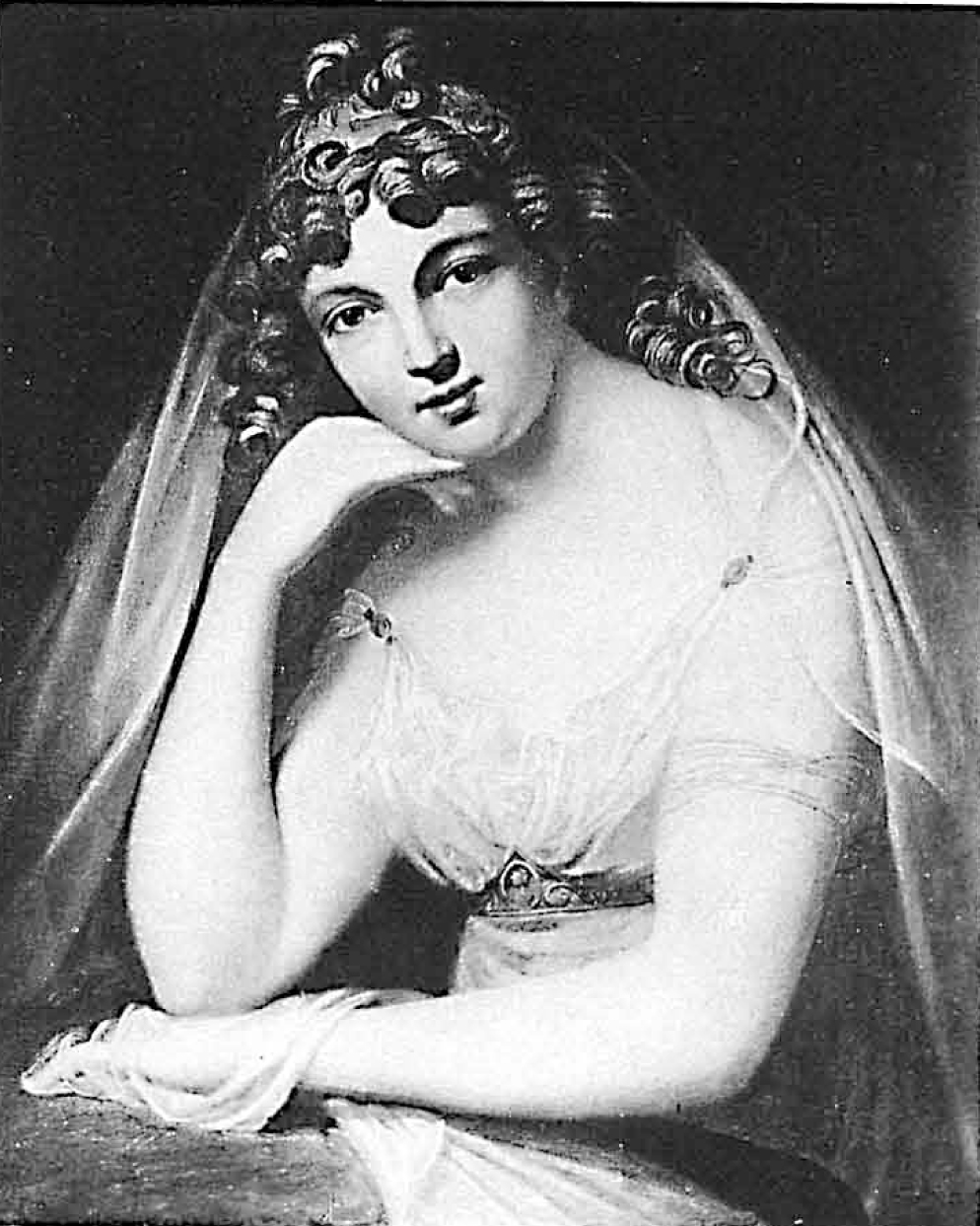
Anastasia Fedorovna Minkina, per molti anni amante del generale Arakčeev, condivideva con lui un carattere tirannico e dispotico che la portò ad essere uccisa da uno dei suoi servi

Arakčeev comprò la tenuta di Gruzino, presso Novgorod, nel 1788. A trent'anni sposò la diciottenne Anastasia Vasilievna Khomutova ma da subito tra i due vi fu tensione. La giovane ragazza amava le feste e i balli, mentre il marito li osteggiava ed al contrario era estremamente geloso di lei, al punto da dare ai suoi servi la lista di ciò che le era proibito fare. Nel secondo anno di matrimonio, la giovane sposa abbandonò la casa del marito e i due non si incontrarono mai più.
Arakčeev ebbe per molti anni un'amante, Anastasia Fedorovna Minkina. Durante la sua assenza, questa diede alla luce un figlio dai capelli rossi e dagli occhi azzurri che ovviamente non corrispondeva ai tratti somatici di Arakčeev. Il ragazzo venne chiamato Mikhail Shumsky, e crebbe con forti problemi di alcolismo. La Minkina era a sua volta un tiranno al punto da essere assassinata da uno dei suoi servi.
Da una contadina al suo servizio, si disse che Arakčeev ebbe due figli illegittimi che vennero educati presso il corpo dei paggi di San Pietroburgo
A livello caratteriale, Arakčeev manifestò sempre poca capacità comunicativa, accompagnata però ad una straordinaria memoria. Oltre ad una pressoché totale devozione nei confronti dello zar, Arakčeev non sapeva cosa significasse la timidezza ed era noto per la sua crudeltà.
Il generale Nikolaj Aleksandrovič Sablukov disse di lui:
Lo storico russo Andrey Borisovič Zubov ha detto di lui:

## Il temperamento e la "Arakčeevshchina"
Arakčeev si dice abbia fatto giustiziare una volta due giovani ufficiali seppellendoli sino al collo e lasciandoli morire di fame e di sete. In un'altra occasione si dice abbia personalmente tagliato la testa ad un ufficiale con la sua sciabola per insubordinazione. "Arakčeevshchina" (in russo аракчеевщина?), traducibile con "il regime Arakčeev", divenne un termine alternativo in Russia per indicare uno status militare nel quale si denotasse "un'atmosfera di repressione reazionaria". Diversi autori sovietici e lo stesso Stalin hanno utilizzato il termine "Arakčeevshchina" per descrivere la situazione creatasi nell'Unione Sovietica con l'Istituto della Lingua e del Pensiero diretto da Ivan Meshchaninov.

## Nella letteratura
Il conte Arakčeev compare in Guerra e pace. È ministro della guerra e a lui viene indirizzato,  nell’agosto del 1809, il principe Andréj Bolkónskij (uno dei protagonisti del romanzo) perché presenti il proprio memorandum sul codice militare, che Arakčeev non approva perché “testo inconsistente in quanto imitazione copiata da codice militare francese e si discosta senza necessità da regolamento militare”. Così Tolstoj descrive Arakčeev “ ... un uomo sulla quarantina, con un lungo busto, con una lunga testa dai capelli corti e dalle rughe spese, con le sopracciglia aggrottate sopra due ottusi occhi castano-verdi e un naso rosso e pendulo.” (Ibidem, pag. 517).

## Onorificenze

### Onorificenze russe
Rifiutò l'ordine di San Vladimiro di I classe nel 1807 e l'Ordine di Sant'Andrea nel 1810.